# Ture Bengtsson (Hård)
Ture Bengtsson (Hård), död 1524, var en svenskt riksråd och lagman i Närkes lagsaga.
Han var son till riksrådet Bengt Abjörnsson (Liljesparre). Han inskrevs 1514 vid universitetet i Leipzig, och 1516, tillsammans med Olaus Petri, vid universitetet i Wittenberg där han utexaminerades 1517. 1523 gifte han sig med Anna Pedersdotter, dotter till Peder Turesson (Bielke). 1523 blev han riksråd och lagman i Närkes lagsaga.
Ture Bengtsson var ägare till Händelö gård